# Donald's Crime
Donald's Crime (El crimen de Donald en español) es un cortometraje animado de 1945 producido por Walt Disney Productions y lanzando por RKO Radio Pictures.  La caricatura, que parodia los dramas criminales del Cine negro de la época, sigue al Pato Donald mientras lucha por la culpa después de robar $1,25 de sus sobrinos. La película fue dirigida por Jack King y presenta música original de Edward H. Plumb. El elenco de voces incluye a Clarence Nash como Donald, Huey, Dewey y Louie, Gloria Blondell como la Pata Daisy, y Sterling Holloway como la voz fuera del escenario de la Conciencia de Donald. Esta fue la primera actuación de Blondell como Daisy y marca el debut de la voz "normal" del personaje. Previamente en Mr. Duck Steps Out, Nash le había dado voz a Daisy usando una voz similar a la de Donald.
Donald's Crime fue nominado a un Premio de la Academia al Mejor Cortometraje de Animación en la 18.ª edición de los Premios Óscar en 1946, pero perdió ante Quiet Please!, de Tom y Jerry corto producido por MGM. Fue la cuarta nominación de este tipo para la serie de películas del Pato Donald.

## Trama
Una anochecer mientras que espera ansiosamente una cita con Daisy, Donald se da cuenta de que no tiene dinero. Ve la alcancía de Huey, Dewey y Louie, y después de una breve batalla con su Conciencia,  la toma. Después de enviar a sus sobrinos a la cama temprano, Donald rompe la alcancía, y toma el dinero, y pasa un momento maravilloso con Daisy en un club nocturno local.
Más tarde esa noche, Donald deja a Daisy en su casa y comienza a caminar en la calle. Se siente orgulloso al principio, pero luego su conciencia regresa y lo llama un Gánster, recordándole que el robo de banco es un Delito federal. Donald comienza a imaginar que los agentes federales lo persiguen y comienza a correr. A medida que avanza la película, sus visiones se vuelven más pesadillas y desesperadas.  Por fin, Donald se acorrala en un Callejón oscuro y cree que está en prisión. Agarra frenéticamente los barrotes de la ventana de una puerta y la sacude. Un letrero se cae y lo golpea en la cabeza. Es un letrero de «se busca ayudante» y Donald descubre que la puerta es la entrada de servicio de una cafetería abierta toda la noche. Donald trabaja toda la noche y gana suficiente dinero para pagarle a sus sobrinos, excepto que cuando devuelve el dinero a la alcancía, accidentalmente devuelve $1,30 de los $1,25 originales. Cuando los sobrinos se despiertan, ven a Donald tratando de sacar una moneda de cinco centavos de la alcancía y comienzan a quejarse. La conciencia de Donald le recuerda: «¿Ves, amigo? El crimen no paga».

## Reparto de voz
- Pato Donald: Clarence Nash
- Pata Daisy: Gloria Blondell
- Conciencia de Donald: Sterling Holloway

## Censura
La escena que muestra a los sobrinos de Donald jugando con pistolas de juguete fue cortada en esta película por ser demasiado violenta. Otra escena en la que se ve a Donald fumando su cigarro también se cortó en esta película debido al uso de tabaco.

## Lanzamientos
- 1945 - Estreno en cines original
- 1961 - "El maravilloso mundo de color de Walt Disney", episodio 86: "Dentro del Pato Donald" (TV)
- 1983 - Good Morning, Mickey!, episodio 63
- 1984 - Donald 50th Birthday; pero en español, el atractivo internacional de Donald
- 1992 - Mickey's Mouse Tracks, episodio 28 (TV)
- 1992 - Donald's Quack Attack, episodio 11 (TV)
- 1998 - The Ink and Paint Club, episodio 134: "Los sobrinos de Donald" (TV)

## Home media
El corto fue lanzado el 6 de diciembre de 2005 en Walt Disney Treasures: The Chronological Donald, Volume Two: 1942-1946.
Los lanzamientos adicionales incluyen:
- 1984 - "Cartoon Classics: More of Disney's Best: 1932-1946" (VHS)
- 2002 - Bonificación en DVD de The Great Mouse Detective (DVD)
- 2006 - Classic Cartoon Favorites: Best Pals: Donald and Daisy (DVD)
- 2010 - Descarga en iTunes